# معركة الشعيبة
معركة الشعيبة: هي معركة وقعت بتاريخ: 12 - 14 نيسان (أبريل) عام 1915 بين القوات البريطانية، والقوات العثمانية التي كانت تحاول استرداد مدينة البصرة من البريطانيين، وكان لها ما بعدها.

## مقدمة
باحتلال البصرة، أصبح البريطانيون يسيطرون على مركز مهم للاتصالات والصناعة. أحكم البريطانيون قبضتهم على المدينة وجلبوا تعزيزات. استجمع العثمانيون قواهم وقاموا بشن هجوم معاكس؛ لاسترجاع المدينة، وطرد البريطانيين من بلاد الرافدين.
تقدم الجنرال داريت قائد الحملة إلى القيادة العامة، واقترح لتوطيد حكمهم في البصرة أن يتم احتلال القرنة؛ لتكون حامية للبصرة من الناحية الشمالية، وأن يتم احتلال الشعيبة؛ لتكون حامية للبصرة من الناحية الغربية، فقُبِلَ اقتراحه بالتقدم نحو القرنة لاحتلالها، وفي 9 كانون الثاني 1914 تم احتلال مدينة القرنة من قبل البريطانيين، وانسحاب العثمانيين، التي كانت قوتهم ضئيلة بالنسبة للبريطانيين، مؤلفة من 45 ضابطا، 989 مختلفين المراتب، و4 مدفع، وبانسحاب العثمانيين من حامية القرنة قام الجنرال داريت بوضع جحفل اللواء وتحصينها.
وبعد احتلال القرنة، تم إنشاء محمية بريطانية محصنة في الشعيبة، أصبح للقطعان البريطانية موقف رصين في البصرة، ولكن لم تكتفِ القيادة العامة البريطانية بفرقة واحدة لحماية آبار النفط ومنطقة العرب، إلا أنها تحتاج لقوة اضافية أكبر، وخصوصًا خوفهم من وصول إمدادات عثمانية جديدة في العراق.
كانت القوة البريطانية في العراق تتألف من فيلق يتكون من فرقتي مشاة، لذا صدرت الأوامر إلى الفرقة الثانية عشرة بالتوجه إلى العراق. وصلت الفرقة في 15 شباط 1915، وفي 9 نيسان 1915 وصل الجنرال نيكسون المرفق إليه قيادة الجيش، فاستلم قيادة الحملة البريطانية.
وكان لسقوط القرنة بيد البريطانيين أثر كبير على العثمانيين، فتم عزل جاويد باشا عن القيادة، والولاية، وعين بدلًا عنه العقيد سليمان عسكري، وكان معروف بشجاعته، ولا سيما أنه قد سبقت له الخدمة في العراق، واصطحب عند قدومة ثلاثة أفواج عثمانية حسنة التدريب، وكما صدرت الأوامر إلى الفرقة 35 -وهي من الفرق العراقية التي أوفدت إلى الجبهة السورية- بالعودة إلى العراق.
كما جاء في خطة سليمان عسكري أن للمناطق الثلاثة: دجلة، والفرات، والكارون، ميزاتٍ وخطوراتٍ منها:
أ‌. التقدم إلى الفرات عبر الناصرية إلى الشعيبة، يؤدي هذا التقدم إلى تقليل تأثير الأسطول البريطاني، ويهدد خط انسحاب البريطانيين بصورة مباشرة، ويمر بقبائل المنتفق تحت قيادة عجيمي باشا السعدون، الموالية لسليمان عسكري (الدولة العثمانية) والتي يعتمد عليها بشكل كبير.
ب‌. التقدم إلى دجلة عبر القرنة، حينئذ كانت مياه الفيضان قد غمرت المنطقة (كانت المعركة في فصل الشتاء)، فيصعب انفتاح قوة كبيرة، ويسهل الدفاع، هذا يتضمن أنه سيكون تأثيرًا كبيرًا للأسطول البريطاني، ولا سيما في شط العرب.
ج. التقدم إلى الكارون عبر استقامة الأهواز، وكان من الصعب التقدم في هذا الطريق، نظرًا لطوله، وصعوبة حشد الجيش، ومروره بإيران التي كانت محايدة في الحرب العالمية الأولى، وهذا يتضمن الاصطدام بقبائل شيخ المحمرة، التي كانت موالية للإنجليز، ويقطع الطريقَ أنهارٌ عديدة، منها: نهر الكرخة، ونهر الكارون، وهي مشكلة كبيرة بالنسبة للعثمانيين؛ نظرًا لعدم امتلاكهم وسائط لعبور هذه الأنهار، كان لدى سليمان عسكري فكرة، وهي قطع أنابيب مصافي النفط في عبّادان، ولكنها لا تجدي نفعًا؛ لأن مصافي عبّادان كانت محمية بصورة جيدة من قبل الإنجليز، وهذا يتضمن أن الوصول إلى البصرة يتطلب عبور شط العرب، الذي كان بشكل تام تحت حماية الأسطول البحري البريطاني..

الخطة العسكرية لمعركة الشعيبة.

بعد مناقشة خطة هذه المعركة اتضح أن خطة العقيد سليمان عسكري صحيحه تمامًا من الناحية العسكرية.
الجدير بالذكر أن القائد عجيمي باشا السعدون نصح سليمان عسكري أن يتراجع عن هذه الخطة؛ لما فيها من خطورات، ولكن لم يصغي عسكري للسعدون، وبائت حملته بالفشل.
والجدير بالذكر أيضًا أنه إذا ظفر الجيش العثماني بهذه المعركة لم يكن أيُّ داعٍ إلى حصار الكوت، أو معركة كوت العمارة، ولكن عندما ظفر الجيش البريطاني بهذه المعركة تقدموا، ومن ثَمّ حصلت معركة كوت العمارة.

## المعركة
كان لدى القائد العثماني سليمان العسكري حوالي 4,000 جندي نظامي، وعددٌ كبيرٌ من القوات غير النظامية، من العرب، والأكراد، الذين ربما بلغ عددهم 14,000، ليصبح المجموع الكلي ما يقارب 18,000 شخصًا. اختار سليمان مهاجمة المواقع البريطانية حول الشعيبة، جنوب غرب البصرة. كان التنقل بين البصرة والشعيبة صعبًا؛ بسبب أن الفيضانات الموسمية قد حولت المنطقة إلى بحيرة، ولذلك أصبحت التنقلات والحركة عن طريق القوارب. 
كانت الحامية البريطانية في الشعيبة تتألف من ما يقرب من 7,000 رجل في مخيم محصن، يحتوي على خنادق، وأسلاك شائكة. في الساعة الخامسة من صباح الثاني عشر من نيسان، بدأت القوات العثمانية هجومها بقصف مدفعي. وفي مساء ذلك اليوم -وابتداءً من ساعة الغسق- حاولوا الزحف من خلال ثغرات في الأسلاك الشائكة البريطانية، ولكن تم صدهم.
بصباح الثالث عشر من نيسان انسحبت القوات العثمانية إلى مواقعها في غابة البرجسية. في وقت لاحق من اليوم التالي أصبح واضحًا أن بعض العثمانيين، والمقاتلين العرب غير النظاميين، كانوا يحاولون التسلل حول الشعيبة، وربما محاولة الوصول إلى البصرة، من خلال تجاوز المدينة. 
البريطانيون، تحت قيادة الجنرال ميليس، أرسل كتيبة 7 هاريانا رماح، وثم في وقت لاحق كتيبة 104 بنادق يسلي؛ لمهاجمة العرب، ولكن كان مصير تلك الهجمات الفشل. بعد ذلك هاجم ميليس بواسطة كتيبة 2 دورسيتس مشاة، وكتيبة 24 بنجاب، مدعومة بنيران المدفعية، فاستطاعت أن تهزم القوات العربية غير النظامية، وتمكنت من أسر 400 مقاتل منهم، وتشتيتِ البقية. بعد هذه المواجهة لم تشارك القوات العربية غير النظامية في بقية المعركة. أما سليمان عسكري، والقوات النظامية العثمانية فقد تراجعوا إلى غابة البرجسية. 
في 14 نيسان، غادر البريطانيون الشعيبة للبحث عن القوات العثمانية المتبقية. وبالفعل وجدوهم في البرجسية، وابتدأ القتال بينهم حوالي الساعة 10:30 صباحًا، واستمر حتى الساعة 5:00 مساءً، توجب على ميليس تعديل قواته في أرض المعركة، وتحت النار؛ للتقرب من المواضع العثمانية. كانت نيران العثمانيين مكثفة، وفي الساعة 4:00 مساءً كان الهجوم البريطاني قد تعثر. كان الجنود البريطانيون عطاشى، وأخذت ذخيرتهم بالنفاد، ولم تُبْدِ القواتُ العثمانية النظامية أيَّ إشارةٍ للتراجع، أو الاستسلام. عندها أطلقت كتيبة دورسيتس هجومًا بالحِراب على الخطوط العثمانية، ثم تبعتها بقية القوات الهندية، كان الهجوم ساحقًا، مما اضطر العثمانيون إلى الانسحاب من أرض المعركة. إن البريطانيين، -وبسبب الإنهاك من القتال طيلة اليوم، مع قلة وسائل النقل، وكون قوة الخيالة مُرابطة في مكان آخر- لم يقوموا بمطاردة القوات العثمانية المنسحبة. 
في نهاية المطاف أقدم القائد العثماني سليمان عسكري على الانتحار بسبب خسارته المعركة. يقال أن طلائع الإنكليز وصلت إلى خيمة القائد المنتحر عقب انتحاره مباشرة، فأدّى الجنود الإنكليز لجثمانه التحية العسكرية، وأبلغوا قائدهم بذلك، فجاء القائد وحيّاه، ثم أمر بدفنه في احتفال عسكري مهيب.
على الجانب البريطاني وُصفت المعركة بأنها «معركة الجندي» بمعنى معركة قتال مشاة بشق الأنفس، حيث أن قوات المشاة، وخاصة القوات البريطانية، قد حسمت المعركة.

يروري الدكتور علي الوردي سببًا آخرَ غريبًا للدَّبَرَة التي لحقت بالعسكر العثماني، حيث يقول: "وكاد الجنرال مليس يصدر أمره إلى جنوده بالانسحاب، غير أنه أجّل ذلك ريثما يتم نقل جرحاه إلى المؤخرة، وهنا تدخل القدر؛ حيث أدى إلى انسحاب الأتراك من المعركة، بدلًا من الإنكليز. كان الجنرال مليس قد أرسل إلى سرية النقل؛ لكي تأتي بسرعة، بكل ما لديها من عجلات، وبغال؛ بنيّة نقل الجرحى، وحين قدمت العجلات، والبغال، مسرعة أثارت غبارًا كثيفًا، فظن الأتراك أن هذا الغبار هو من جراء نجدة كبيرة وصلت إلى الإنكليز من البصرة، فكان ذلك بالنسبة للأتراك بمثابة القشة التي قصمت ظهر البعير، فانهارت عزيمتهم، وحلّت بهم الهزيمة".

## نتائج المعركة
تعد معركة الشعيبة من المعركة الهامّة، ومن نتائجها أنها كانت المرة الأخيرة التي سيهدد بها العثمانيون البصرة؛ حيث عقب هذه المعركة أصبح زمام المبادرة والمبادئة بيد البريطانيين في بلاد الرافدين. غيّرت المعركة أيضًا من مواقف القبائل العربية؛ حيث بدؤوا ينأون بأنفسهم عن العثمانيين، واندلعت ثورات -في وقت لاحق- في النجف، وكربلاء. وزاد من انزواء العشائر عن مظاهرة عسكر الدولة العليّة العثمانيّة: ما أنزله الإنكليز بقرية خفاجية، ديارِ بني طرف؛ حين سلطوا عليهم مدافعهم، فراحت تُعمِلُ فيهم القتل، والتحريق، والتخريب، حتى خوت القرية على عروشها، فخافت العشائر سطوة الإنكليز؛ فأحجموا عن الإقدام، وأقدموا على الإحجام.
يقول أرنولد ويلسون: إن العقوبة التي أنزلناها بيني طرف كانت درسًا قاسيًا لها، ولغيرها من العشائر القاطنة على ضفاف دجلة، إلى الجنوب من العمارة؛ فإن انعدام المقاومة العشائرية في تلك المنطقة بعد أسبوعين من ذلك يعزى بعضُ سببه -من غير شك- إلى ما وقع لخفاجية من تدمير. إن هذا الدرس لم يغب عن أذهان العشائر سريعًا؛ ولهذا لم تقع بيننا وبين ألبو محمد أية مشكلة، سواء كان ذلك إبان الحملة، أو بعدها.